# سيفتولوزان
سيفتولوزان (بالإنجليزية: Ceftolozane)، هو مضاد حيوي، من الجيل الخامس، طُوِّر لعلاج الأخماج المسبَّبة بالجراثيم سلبية الغرام، والتي أصبحت مقاومة للمضادات الحيوية التقليدية. لقد اصطُنع من أجل أخماج السبيل البولي والأخماج داخل البطن وذات الرئة الجرثومية المرتبطة بالمُنَفِّسة. إنَّ سيفتولوزان مُدْمَج مع تازوباكتام وهو مثبط بيتا-لاكتاماز وهو الذي يحمي سيفتولوزان من التدرُّك. يُستطَب سيفتولوزان-تازوباكتام (باسم تجاري زيرباكسا) لعلاج أخماج السبيل البولي المعقدة والأخماج المعقدة داخل البطن.

## طيف الفعالية
مخبرياً، فقد فُحِصت فعالية سيفتولوزان-تازوباكتام في 5 دراسات رصدية من أوروبا وأمريكا الشمالية. ومن خلال هذه الدراسات لُوحِظت فعاليته ضد الزائفة الزنجارية، السبب الأشيع للأخماج المكتسبة بالمشفى والتي تكوِّن مقاومة متعددة الأدوية عادة. يتم عزل 90% من الزائفة الزنجارية بكبحها من قِبل سيفتولوزان-تازوباكتام بتركيز 4 μg/mL (MIC90)، جاعلةً منه المضاد الحيوي الأكثر فعالية ضد الزائفة الزنجارية في الاستخدام السريري.
وفي نفس تلك الدراسات، أبدى سيفتولوزان-تازوباكتام فعالية بقيم MIC90 أقل من 1 μg/mL للإشريكية القولونية والليمونية والمُورْغانِيلَّةُ المورغانِيَّة والمُتَقَلِّبَةُ الرَّائِعَة وأنواع السالمونيلا والسِّرَّاتِيَّةُ الذَّابِلَة. وقد لُوحِظت فعالية قليلة للكليبسلا وأنواع الأمعائيات.